# Jur Schryvers
Jur Schryvers (ur. 11 marca 1997) – belgijski piłkarz grający na pozycji prawego obrońcy. W sezonie 2021/2022 występuje w klubie Waasland-Beveren.

## Kariera juniorska
Schryvers grał jako junior dla F.C.Excelsior Essen, Hoogstraten VV, Beerschot AC (do 2013) oraz dla Club Brugge (2013–2017).

## Kariera seniorska

### Waasland-Beveren
Schryvers trafił do Waasland Beveren 1 lipca 2017 roku. Zadebiutował on dla tego klubu 14 października 2017 roku w meczu z KAA Gent (przeg. 2:0). Pierwszą bramkę zawodnik ten zdobył 29 września 2018 roku w wygranym 0:3 spotkaniu przeciwko Royal Excel Mouscron. Do 9 lipca 2021 roku dla Waasland-Beveren Belg rozegrał 113 meczów, strzelając 3 gole.

## Kariera reprezentacyjna
| Mecze i gole w reprezentacji | Mecze i gole w reprezentacji | Mecze i gole w reprezentacji | Mecze i gole w reprezentacji | Mecze i gole w reprezentacji | Mecze i gole w reprezentacji | Mecze i gole w reprezentacji | Mecze i gole w reprezentacji                  |
| Belgia U-15                  | Belgia U-15                  | Belgia U-15                  | Belgia U-15                  | Belgia U-15                  | Belgia U-15                  | Belgia U-15                  | Belgia U-15                                   |
| Lp.                          | Data                         | Miejsce                      | Gospodarz                    | Gość                         | Wynik                        | Gol                          | Rozgrywki                                     |
| ---------------------------- | ---------------------------- | ---------------------------- | ---------------------------- | ---------------------------- | ---------------------------- | ---------------------------- | --------------------------------------------- |
| 1.                           | 02.05.2012                   | Rochefort                    | Belgia U-15                  | Luksemburg U-15              | 2:2                          | Gol                          | Mecz towarzyski                               |
| Belgia U-16                  |                              |                              |                              |                              |                              |                              |                                               |
| Lp.                          | Data                         | Miejsce                      | Gospodarz                    | Gość                         | Wynik                        | Gol                          | Rozgrywki                                     |
| 1.                           | 01.11.2012                   | Blegny                       | Belgia U-16                  | Austria U-16                 | 1:2                          |                              | Mecz towarzyski                               |
| Belgia U-17                  |                              |                              |                              |                              |                              |                              |                                               |
| Lp.                          | Data                         | Miejsce                      | Gospodarz                    | Gość                         | Wynik                        | Gol                          | Rozgrywki                                     |
| 1.                           | 24.03.2014                   | Greenock                     | Rumunia U-17                 | Belgia U-17                  | 0:0                          |                              | Mistrzostwa Europy U-17 2014 – runda elitarna |
| 2.                           | 26.03.2014                   | Greenock                     | Szkocja U-17                 | Belgia U-17                  | 3:1                          |                              | Mistrzostwa Europy U-17 2014 – runda elitarna |
| 3.                           | 29.03.2014                   | Greenock                     | Bośnia i Hercegowina U-17    | Belgia U-17                  | 3:0                          |                              | Mistrzostwa Europy U-17 2014 – runda elitarna |
| 4.                           | 24.04.2014                   | Tubize                       | Belgia U-17                  | Szwecja U-17                 | 1:2                          | Gol                          | Mecz towarzyski                               |
| Belgia U-18                  |                              |                              |                              |                              |                              |                              |                                               |
| Lp.                          | Data                         | Miejsce                      | Gospodarz                    | Gość                         | Wynik                        | Gol                          | Rozgrywki                                     |
| 1.                           | 23.09.2014                   | Igława                       | Czechy U-18                  | Belgia U-18                  | 0:3                          |                              | Mecz towarzyski                               |
| 2.                           | 05.11.2014                   | Tubize                       | Belgia U-18                  | Szwajcaria U-18              | 1:2                          |                              | Mecz towarzyski                               |
| 3.                           | 29.04.2015                   | Suwon                        | Francja U-18                 | Belgia U-18                  | 3:3                          |                              | Mecz towarzyski                               |
| 4.                           | 01.05.2015                   | Suwon                        | Korea Południowa U-18        | Belgia U-18                  | 0:0                          |                              | Mecz towarzyski                               |
| 5.                           | 03.05.2015                   | Suwon                        | Belgia U-18                  | Urugwaj U-18                 | 2:0                          |                              | Mecz towarzyski                               |
| Belgia U-19                  |                              |                              |                              |                              |                              |                              |                                               |
| Lp.                          | Data                         | Miejsce                      | Gospodarz                    | Gość                         | Wynik                        | Gol                          | Rozgrywki                                     |
| 1.                           | 06.09.2015                   | Tubize                       | Belgia U-19                  | Turcja U-19                  | 4:3                          |                              | Mecz towarzyski                               |
| 2.                           | 07.10.2015                   | Sint-Niklaas                 | Belgia U-19                  | San Marino U-19              | 9:0                          | Gol · Gol                    | Mistrzostwa Europy U-19 2016 – eliminacje     |
| Belgia U-21                  |                              |                              |                              |                              |                              |                              |                                               |
| Lp.                          | Data                         | Miejsce                      | Gospodarz                    | Gość                         | Wynik                        | Gol                          | Rozgrywki                                     |
| 1.                           | 22.03.2018                   | Doetinchem                   | Holandia U-21                | Belgia U-21                  | 1:4                          |                              | Mecz towarzyski                               |
| 2.                           | 26.03.2018                   | Leuven                       | Belgia U-21                  | Węgry U-21                   | 3:0                          |                              | Mistrzostwa Europy U-21 2019 – eliminacje     |
| 3.                           | 11.10.2018                   | Udine                        | Włochy U-21                  | Belgia U-21                  | 0:1                          |                              | Mecz towarzyski                               |
| 4.                           | 15.11.2018                   | Kluż-Napoka                  | Rumunia U-21                 | Belgia U-21                  | 3:3                          |                              | Mecz towarzyski                               |
| 5.                           | 20.03.2019                   | Slagelse                     | Dania U-21                   | Belgia U-21                  | 3:2                          |                              | Mecz towarzyski                               |
| 6.                           | 03.06.2019                   | Le Mans                      | Francja U-21                 | Belgia U-21                  | 3:0                          |                              | Mecz towarzyski                               |